# Елза Де Джорджи
Елза Де Джорджи (на италиански: Elsa De Giorgi) е италианска актриса и писателка.

## Биография
Родена е на 26 декември 1914 година в Пезаро в благородническо семейство. От началото на 30-те години се снима в киното, през 40-те години работи главно в театъра, а от 50-те години публикува няколко книги. Известна е с участието си във филми като La sposa dei re (1937), Ma non è una cosa seria (1938), „La locandiera“ (1944), „Сало, или 120-те дни на Содом“ („Salò, or the 120 Days of Sodom“, 1975).
Елза Де Джорджи умира на 12 септември 1997 година в Рим.

## Избрана филмография
| година | филм                          | оригинално заглавие            | роля          | режисьор            |
| ------ | ----------------------------- | ------------------------------ | ------------- | ------------------- |
| 1975   | Сало, или 120-те дни на Содом | Salò, or the 120 Days of Sodom | Синьора Маджи | Пиер Паоло Пазолини |

## Книги
- I coetanei, Einaudi, Torino, 1955
- Ho visto partire il tuo treno, ed. Leonardo, 1992